# Nufmobil
Nufmobil war eine deutsche Automobilmarke.

## Unternehmensgeschichte
Das 1898 gegründete Unternehmen Neumann & Fischer war in Freiberg ansässig. 1924 wurden Kleinwagen produziert.

## Fahrzeuge
Das Nufmobil war ein Dreirad ähnlich dem La Va Bon Train. Das einzelne Rad befand sich vorne, der Motor direkt dahinter. Gelenkt wurde mit einem Lenkrad. Das Fahrzeug bot Platz für zwei Personen. Da der Motor nur 3,5 PS leistete, durfte das Fahrzeug ohne Führerschein, Zulassung und Kraftfahrzeugsteuer gefahren werden.
Eine zweite Quelle bestätigt die Bauzeit um 1924, das vordere Einzelrad und den dahinter angeordneten Motor. Der Motor soll 200 cm³ Hubraum gehabt haben.